# Casanova Elvo
Casanova Elvo (piemontiul: Casaneuva) település Olaszországban, Vercelli megyében. Lakosainak száma 220 fő (2023. január 1.). Casanova Elvo Collobiano, Formigliana, Olcenengo, San Germano Vercellese, Santhià és Villarboit községekkel határos.

## Népesség
A település népességének változása:
| Lakosok száma | 227  | 221  | 220  |
|               | 2017 | 2018 | 2023 |